# Spiders
"Spiders" je drugi singl sastava System of a Down s njihovog istoimenog debitantskog albuma. 
Objavljen je u veljači 1999., te se nalazio i na soundtracku za film Vrisak 3. Tekst pjesme napisali su Tankian i Malakian, a producirao ju je Rick Rubin.

## Značenje pjesme
"Spiders" (pauci) vjerojatno predstavljaju kompjuterske V-čipove, koji se nalazi na omotu singla, te svojim izgledom podsjeća na pauka. U pjesmi je izražen strah da vlada pomoću V-čipova i moderne tehnologije kontrolira građane, što je i spomenuto stihovima "tvoji snovi više nisu sveti, subjekt su procesa poznatog kao telepercepcija". V-čipovi se i spominju u pjesmi, stihovima "vaši životi su širom otvoreni, V-čipovi daju pogled na njih".
Za singl je snimljen i spot 1999. kojeg je režirao Charlie Deaux.

## Popis pjesama
| Br. | Skladba   | Tekstopisac | Skladatelj | Trajanje |
| --- | --------- | ----------- | ---------- | -------- |
| 1.  | »Spiders« | Tankian     | Malakian   | 3:35     |

## Vanjske poveznice
- Riječi pjesme  Arhivirana inačica izvorne stranice od 15. srpnja 2007. (Wayback Machine)